# امریکن آترز
امریکن آترز (انگلیسی: American Authors) نام یک گروه موسیقی آمریکایی است که از سال ۲۰۰۶ تاکنون مشغول فعالیت است. معروفترین ترانه این گروه بهترین روز زندگیم نام دارد.